# Über die Shakspearo-Manie

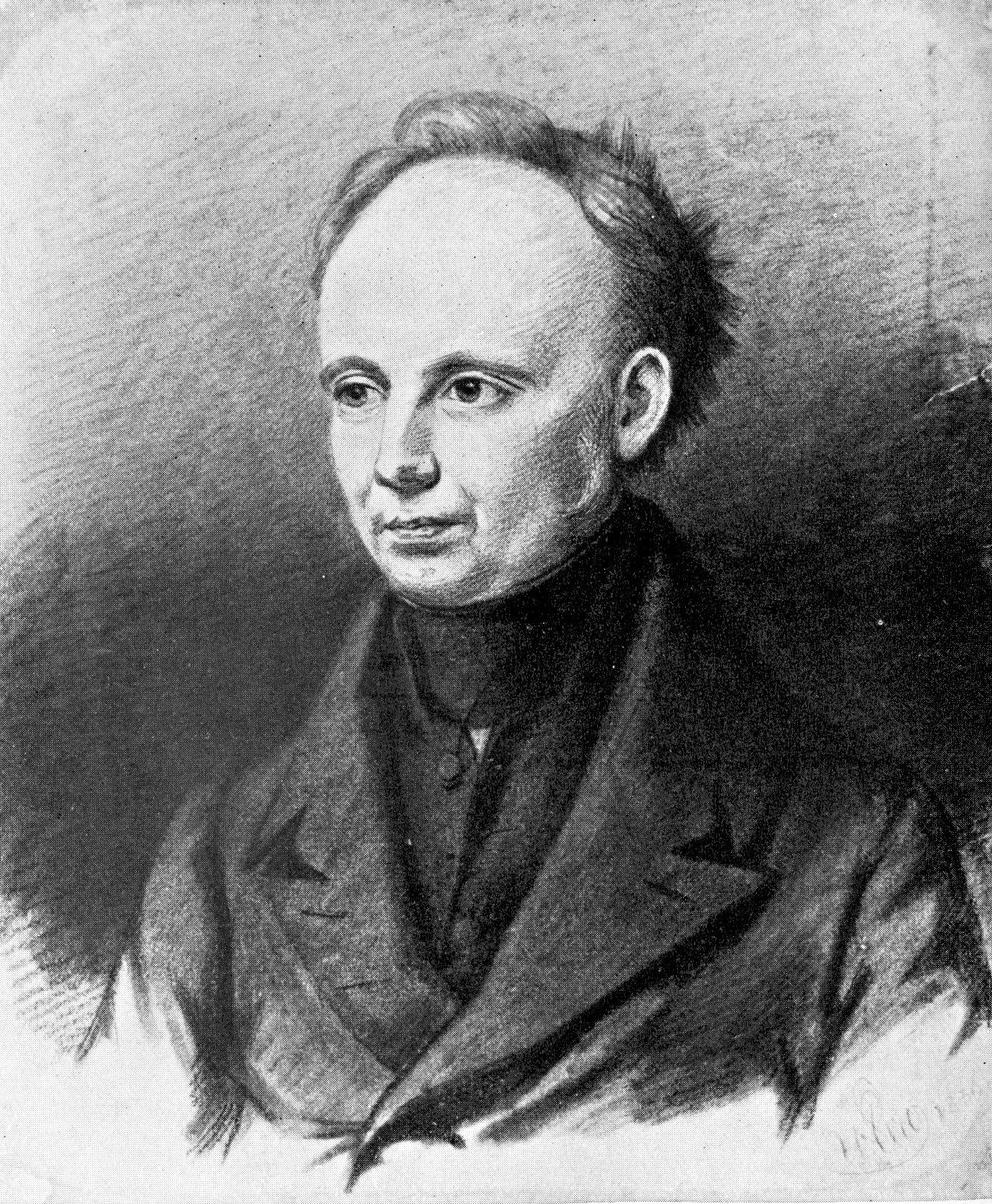
Grabbe

Über die Shakspearo-Manie ist eine theaterkritische Abhandlung von Christian Dietrich Grabbe. 1827 entstanden, erfolgte der Erstdruck im selben Jahr in Frankfurt am Main.
Schwankend „zwischen Hochachtung und Tadel, zwischen dem Drang nach Selbständigkeit und dem Druck der Konventionen“, kritisiert Grabbe Shakespeare sowie „das Shakespeare-Bild der Romantik“ und macht sich Gedanken um die deutsche Bühne.

## Grabbe schreibt
Gegen Shakespeare
Grabbe leitet seine Kritik voller Ehrerbietung ein: „Niemand wird dem Shakspeare wahrhaftiger huldigen, als ich es tue. Sein umfassendes Genie …“ Auch während des unbekümmerten Herabsetzens des großen englischen Dramatikers rudert der 25-jährige Schreiber immer wieder zurück: „Nur das Geständnis bitte ich mir zu erlauben: daß ich den Sommernachtstraum wirklich für ein vollendetes Meisterstück halte“. Doch Grabbe relativiert: „Shakspeare ist groß, sehr groß, aber nicht ohne Schule, Manier und vielfaltige Fehler und Extremitäten“.
Die Tragödiendichter Aischylos, Sophokles und auch Corneille, Racine sowie Voltaire seien größer als „Shakspeare“. Auch bei den Komödiendichtern stehe der Engländer hinter Molière: „Shakspeare hat im Komischen weder so viel Fehler vermieden noch so viel Gutes geleistet als Molière“.
Gegen die Romantiker
Grabbe bedauert: Nach dem Tode Schillers und nachdem Goethe weniger schrieb, „herrschten die Romantiker ohne Hindernis“. Wilhelm Schlegels Vorlesungen „Über dramatische Kunst und Litteratur“ (1809–1811) werden kritisiert. Grabbes Vorwurf: Schlegel stelle lediglich das „Mitleiden“ heraus. Gehe es doch bei „Shakspeare“ vielmehr um „Zorn, Grausen, Entsetzen, Haß, Liebe, Rache und Selbstaufopferung“. „Zertrümmern“ möchte Grabbe eigentlich Tieck. Der undankbare Grabbe schätzt Tieck als den gefährlicheren Gegner ein, denn Schlegel könne „nur zurückspiegeln“, während „bei Tieck alles Schöpfungskraft“ sei. Tiecks Beiträge in den Schlegel-Tieckschen Übersetzungen werden erst lobend erwähnt und dann als eigenständige Dichtungen, also als nicht dem Original angemessen, abgetan.
Für das deutsche Theater
Grabbe steht allein auf weiter Flur, da doch „bei Tiecks literarischem Ruhme eine ganze Schule von Ästhetikern ihm nachspricht“. An dem heimischen Publikum hat er auch wenig Freude, „weil der Deutsche eine dumpfe Ehrfurcht vor dem hat, was er nicht begreift“. Grabbe ärgert sich über die „Nachbeterei“. Er will „auf eigenen Füßen stehen bleiben“ und bemüht „die neuere Zeit, besonders seit der Französischen Revolution“, in der „Shakspeare“ zu „überbieten“ sei.

## Selbstzeugnis
Grabbe schrieb den Aufsatz rasch „ohne ein einziges Buch nachzuschlagen“.

## Rezeption
- Grabbe spricht „als Kritiker, nicht als Theoretiker“.[18]
- Grabbe habe sich mit seiner Abhandlung in den „wichtigsten dramatischen Streit des [19.] Jahrhunderts“ eingemischt – in die Antwort auf die Frage: „Shakespeare oder Schiller?“[19] Grabbe habe gegen die Verherrlichung Shakespeares „auf Kosten von Schiller“[20] durch die Romantiker angeschrieben.
- Mit seinem Angriff auf Tieck wollte Grabbe „für sich selbst Reklame machen“. Aber weder der Angegriffene noch andere Romantiker reagierten.[21]
- Auf die deutsche Dramatik habe dieses „eklektische Sammelsurium“ aus „verschiedenen Traditionssträngen und historischen Perspektiven“[22] „wenig Einfluß“[23] gehabt.
- Ehrlich nimmt die Schrift als „Bekenntnis zum aristotelisch-klassischen Drama“.[24] Sengle wird an den „Biedermeierklassizismus“ erinnert.[25]
- Grabbe nähme in der Schrift Schiller für seine „patriotische Tendenz“ in Anspruch.[26]

### Erstausgabe
- Christian Dietrich Grabbe: Dramatische Dichtungen von Grabbe. Nebst einer Abhandlung über die Shakspearo-Manie. Joh. Christ. Hermannsche Buchhandlung G.F. Kettembeil, Frankfurt am Main 1827. Erster und Zweiter Band. 384 Seiten. Pappbände mit buntem Überzugspapier (florales Muster) und Rückenschildchen.

### Ausgaben
- Rudolf Gottschall (Hrsg.): Christian Dietrich Grabbe’s sämmtliche Werke. Erster und zweiter Band. Reclam jun., Leipzig 1875, (2. Aufl., 2 Bände. XLIV + 424 + 448 Seiten). Leinwand blind- und goldgeprägt.
- Über die Shakspearo-Manie. In: Grabbes Werke in zwei Bänden. Zweiter Band (= Bibliothek deutscher Klassiker). Herausgegeben von den Nationalen Forschungs- und Gedenkstätten der Klassischen Deutschen Literatur in Weimar. Aufbau-Verlag, Berlin / Weimar 1987, ISBN 3-351-00113-4, S. 355–386, Anmerkungen von Hans-Georg Werner S. 428–432 (verwendete Ausgabe).

### Sekundärliteratur
- Ladislaus Löb: Christian Dietrich Grabbe. Verlag J.B. Metzler, Stuttgart [u. a.] 1996, ISBN 3-476-10294-7, S. 97–103.
- Roy C. Cowen: Christian Dietrich Grabbe – Dramatiker ungelöster Widersprüche. Aisthesis Verlag, Bielefeld 1998, ISBN 3-89528-163-8, S. 189–209.
- Gero von Wilpert: Lexikon der Weltliteratur. Biographisch-bibliographisches Handwörterbuch nach Autoren und anonymen Werken. Deutsche Autoren A–Z. 4. völlig neubearbeitete Auflage. Kröner, Stuttgart 2004, ISBN 3-520-83704-8, S. 211.